# 1718
Portal Geschichte | Portal Biografien | Aktuelle Ereignisse | Jahreskalender | Tagesartikel

◄ |
17. Jahrhundert |
18. Jahrhundert
| 19. Jahrhundert | ►

◄ |
1680er |
1690er |
1700er |
1710er
| 1720er | 1730er | 1740er | ►

◄◄ |
◄ |
1714 |
1715 |
1716 |
1717 |
1718
| 1719 | 1720 | 1721 | 1722 | ► | ►►
Staatsoberhäupter  · Nekrolog   · Musikjahr
| Januar | Januar | Januar | Januar | Januar | Januar | Januar | Januar |
| Kw     | Mo     | Di     | Mi     | Do     | Fr     | Sa     | So     |
| ------ | ------ | ------ | ------ | ------ | ------ | ------ | ------ |
| 52     |        |        |        |        |        | 1      | 2      |
| 1      | 3      | 4      | 5      | 6      | 7      | 8      | 9      |
| 2      | 10     | 11     | 12     | 13     | 14     | 15     | 16     |
| 3      | 17     | 18     | 19     | 20     | 21     | 22     | 23     |
| 4      | 24     | 25     | 26     | 27     | 28     | 29     | 30     |
| 5      | 31     |        |        |        |        |        |        |

| Februar | Februar | Februar | Februar | Februar | Februar | Februar | Februar |
| Kw      | Mo      | Di      | Mi      | Do      | Fr      | Sa      | So      |
| ------- | ------- | ------- | ------- | ------- | ------- | ------- | ------- |
| 5       |         | 1       | 2       | 3       | 4       | 5       | 6       |
| 6       | 7       | 8       | 9       | 10      | 11      | 12      | 13      |
| 7       | 14      | 15      | 16      | 17      | 18      | 19      | 20      |
| 8       | 21      | 22      | 23      | 24      | 25      | 26      | 27      |
| 9       | 28      |         |         |         |         |         |         |

| März | März | März | März | März | März | März | März |
| Kw   | Mo   | Di   | Mi   | Do   | Fr   | Sa   | So   |
| ---- | ---- | ---- | ---- | ---- | ---- | ---- | ---- |
| 9    |      | 1    | 2    | 3    | 4    | 5    | 6    |
| 10   | 7    | 8    | 9    | 10   | 11   | 12   | 13   |
| 11   | 14   | 15   | 16   | 17   | 18   | 19   | 20   |
| 12   | 21   | 22   | 23   | 24   | 25   | 26   | 27   |
| 13   | 28   | 29   | 30   | 31   |      |      |      |

| April | April | April | April | April | April | April | April |
| Kw    | Mo    | Di    | Mi    | Do    | Fr    | Sa    | So    |
| ----- | ----- | ----- | ----- | ----- | ----- | ----- | ----- |
| 13    |       |       |       |       | 1     | 2     | 3     |
| 14    | 4     | 5     | 6     | 7     | 8     | 9     | 10    |
| 15    | 11    | 12    | 13    | 14    | 15    | 16    | 17    |
| 16    | 18    | 19    | 20    | 21    | 22    | 23    | 24    |
| 17    | 25    | 26    | 27    | 28    | 29    | 30    |       |

| Mai | Mai | Mai | Mai | Mai | Mai | Mai | Mai |
| Kw  | Mo  | Di  | Mi  | Do  | Fr  | Sa  | So  |
| --- | --- | --- | --- | --- | --- | --- | --- |
| 17  |     |     |     |     |     |     | 1   |
| 18  | 2   | 3   | 4   | 5   | 6   | 7   | 8   |
| 19  | 9   | 10  | 11  | 12  | 13  | 14  | 15  |
| 20  | 16  | 17  | 18  | 19  | 20  | 21  | 22  |
| 21  | 23  | 24  | 25  | 26  | 27  | 28  | 29  |
| 22  | 30  | 31  |     |     |     |     |     |

| Juni | Juni | Juni | Juni | Juni | Juni | Juni | Juni |
| Kw   | Mo   | Di   | Mi   | Do   | Fr   | Sa   | So   |
| ---- | ---- | ---- | ---- | ---- | ---- | ---- | ---- |
| 22   |      |      | 1    | 2    | 3    | 4    | 5    |
| 23   | 6    | 7    | 8    | 9    | 10   | 11   | 12   |
| 24   | 13   | 14   | 15   | 16   | 17   | 18   | 19   |
| 25   | 20   | 21   | 22   | 23   | 24   | 25   | 26   |
| 26   | 27   | 28   | 29   | 30   |      |      |      |

| Juli | Juli | Juli | Juli | Juli | Juli | Juli | Juli |
| Kw   | Mo   | Di   | Mi   | Do   | Fr   | Sa   | So   |
| ---- | ---- | ---- | ---- | ---- | ---- | ---- | ---- |
| 26   |      |      |      |      | 1    | 2    | 3    |
| 27   | 4    | 5    | 6    | 7    | 8    | 9    | 10   |
| 28   | 11   | 12   | 13   | 14   | 15   | 16   | 17   |
| 29   | 18   | 19   | 20   | 21   | 22   | 23   | 24   |
| 30   | 25   | 26   | 27   | 28   | 29   | 30   | 31   |

| August | August | August | August | August | August | August | August |
| Kw     | Mo     | Di     | Mi     | Do     | Fr     | Sa     | So     |
| ------ | ------ | ------ | ------ | ------ | ------ | ------ | ------ |
| 31     | 1      | 2      | 3      | 4      | 5      | 6      | 7      |
| 32     | 8      | 9      | 10     | 11     | 12     | 13     | 14     |
| 33     | 15     | 16     | 17     | 18     | 19     | 20     | 21     |
| 34     | 22     | 23     | 24     | 25     | 26     | 27     | 28     |
| 35     | 29     | 30     | 31     |        |        |        |        |

| September | September | September | September | September | September | September | September |
| Kw        | Mo        | Di        | Mi        | Do        | Fr        | Sa        | So        |
| --------- | --------- | --------- | --------- | --------- | --------- | --------- | --------- |
| 35        |           |           |           | 1         | 2         | 3         | 4         |
| 36        | 5         | 6         | 7         | 8         | 9         | 10        | 11        |
| 37        | 12        | 13        | 14        | 15        | 16        | 17        | 18        |
| 38        | 19        | 20        | 21        | 22        | 23        | 24        | 25        |
| 39        | 26        | 27        | 28        | 29        | 30        |           |           |

| Oktober | Oktober | Oktober | Oktober | Oktober | Oktober | Oktober | Oktober |
| Kw      | Mo      | Di      | Mi      | Do      | Fr      | Sa      | So      |
| ------- | ------- | ------- | ------- | ------- | ------- | ------- | ------- |
| 39      |         |         |         |         |         | 1       | 2       |
| 40      | 3       | 4       | 5       | 6       | 7       | 8       | 9       |
| 41      | 10      | 11      | 12      | 13      | 14      | 15      | 16      |
| 42      | 17      | 18      | 19      | 20      | 21      | 22      | 23      |
| 43      | 24      | 25      | 26      | 27      | 28      | 29      | 30      |
| 44      | 31      |         |         |         |         |         |         |

| November | November | November | November | November | November | November | November |
| Kw       | Mo       | Di       | Mi       | Do       | Fr       | Sa       | So       |
| -------- | -------- | -------- | -------- | -------- | -------- | -------- | -------- |
| 44       |          | 1        | 2        | 3        | 4        | 5        | 6        |
| 45       | 7        | 8        | 9        | 10       | 11       | 12       | 13       |
| 46       | 14       | 15       | 16       | 17       | 18       | 19       | 20       |
| 47       | 21       | 22       | 23       | 24       | 25       | 26       | 27       |
| 48       | 28       | 29       | 30       |          |          |          |          |

| Dezember | Dezember | Dezember | Dezember | Dezember | Dezember | Dezember | Dezember |
| Kw       | Mo       | Di       | Mi       | Do       | Fr       | Sa       | So       |
| -------- | -------- | -------- | -------- | -------- | -------- | -------- | -------- |
| 48       |          |          |          | 1        | 2        | 3        | 4        |
| 49       | 5        | 6        | 7        | 8        | 9        | 10       | 11       |
| 50       | 12       | 13       | 14       | 15       | 16       | 17       | 18       |
| 51       | 19       | 20       | 21       | 22       | 23       | 24       | 25       |
| 52       | 26       | 27       | 28       | 29       | 30       | 31       |          |

| Januar | Januar | Januar | Januar | Januar | Januar | Januar | Januar |
| Kw     | Mo     | Di     | Mi     | Do     | Fr     | Sa     | So     |
| ------ | ------ | ------ | ------ | ------ | ------ | ------ | ------ |
| 52     |        |        |        |        |        | 1      | 2      |
| 1      | 3      | 4      | 5      | 6      | 7      | 8      | 9      |
| 2      | 10     | 11     | 12     | 13     | 14     | 15     | 16     |
| 3      | 17     | 18     | 19     | 20     | 21     | 22     | 23     |
| 4      | 24     | 25     | 26     | 27     | 28     | 29     | 30     |
| 5      | 31     |        |        |        |        |        |        |

| Februar | Februar | Februar | Februar | Februar | Februar | Februar | Februar |
| Kw      | Mo      | Di      | Mi      | Do      | Fr      | Sa      | So      |
| ------- | ------- | ------- | ------- | ------- | ------- | ------- | ------- |
| 5       |         | 1       | 2       | 3       | 4       | 5       | 6       |
| 6       | 7       | 8       | 9       | 10      | 11      | 12      | 13      |
| 7       | 14      | 15      | 16      | 17      | 18      | 19      | 20      |
| 8       | 21      | 22      | 23      | 24      | 25      | 26      | 27      |
| 9       | 28      |         |         |         |         |         |         |

| März | März | März | März | März | März | März | März |
| Kw   | Mo   | Di   | Mi   | Do   | Fr   | Sa   | So   |
| ---- | ---- | ---- | ---- | ---- | ---- | ---- | ---- |
| 9    |      | 1    | 2    | 3    | 4    | 5    | 6    |
| 10   | 7    | 8    | 9    | 10   | 11   | 12   | 13   |
| 11   | 14   | 15   | 16   | 17   | 18   | 19   | 20   |
| 12   | 21   | 22   | 23   | 24   | 25   | 26   | 27   |
| 13   | 28   | 29   | 30   | 31   |      |      |      |

| April | April | April | April | April | April | April | April |
| Kw    | Mo    | Di    | Mi    | Do    | Fr    | Sa    | So    |
| ----- | ----- | ----- | ----- | ----- | ----- | ----- | ----- |
| 13    |       |       |       |       | 1     | 2     | 3     |
| 14    | 4     | 5     | 6     | 7     | 8     | 9     | 10    |
| 15    | 11    | 12    | 13    | 14    | 15    | 16    | 17    |
| 16    | 18    | 19    | 20    | 21    | 22    | 23    | 24    |
| 17    | 25    | 26    | 27    | 28    | 29    | 30    |       |

| Mai | Mai | Mai | Mai | Mai | Mai | Mai | Mai |
| Kw  | Mo  | Di  | Mi  | Do  | Fr  | Sa  | So  |
| --- | --- | --- | --- | --- | --- | --- | --- |
| 17  |     |     |     |     |     |     | 1   |
| 18  | 2   | 3   | 4   | 5   | 6   | 7   | 8   |
| 19  | 9   | 10  | 11  | 12  | 13  | 14  | 15  |
| 20  | 16  | 17  | 18  | 19  | 20  | 21  | 22  |
| 21  | 23  | 24  | 25  | 26  | 27  | 28  | 29  |
| 22  | 30  | 31  |     |     |     |     |     |

| Juni | Juni | Juni | Juni | Juni | Juni | Juni | Juni |
| Kw   | Mo   | Di   | Mi   | Do   | Fr   | Sa   | So   |
| ---- | ---- | ---- | ---- | ---- | ---- | ---- | ---- |
| 22   |      |      | 1    | 2    | 3    | 4    | 5    |
| 23   | 6    | 7    | 8    | 9    | 10   | 11   | 12   |
| 24   | 13   | 14   | 15   | 16   | 17   | 18   | 19   |
| 25   | 20   | 21   | 22   | 23   | 24   | 25   | 26   |
| 26   | 27   | 28   | 29   | 30   |      |      |      |

| Juli | Juli | Juli | Juli | Juli | Juli | Juli | Juli |
| Kw   | Mo   | Di   | Mi   | Do   | Fr   | Sa   | So   |
| ---- | ---- | ---- | ---- | ---- | ---- | ---- | ---- |
| 26   |      |      |      |      | 1    | 2    | 3    |
| 27   | 4    | 5    | 6    | 7    | 8    | 9    | 10   |
| 28   | 11   | 12   | 13   | 14   | 15   | 16   | 17   |
| 29   | 18   | 19   | 20   | 21   | 22   | 23   | 24   |
| 30   | 25   | 26   | 27   | 28   | 29   | 30   | 31   |

| August | August | August | August | August | August | August | August |
| Kw     | Mo     | Di     | Mi     | Do     | Fr     | Sa     | So     |
| ------ | ------ | ------ | ------ | ------ | ------ | ------ | ------ |
| 31     | 1      | 2      | 3      | 4      | 5      | 6      | 7      |
| 32     | 8      | 9      | 10     | 11     | 12     | 13     | 14     |
| 33     | 15     | 16     | 17     | 18     | 19     | 20     | 21     |
| 34     | 22     | 23     | 24     | 25     | 26     | 27     | 28     |
| 35     | 29     | 30     | 31     |        |        |        |        |

| September | September | September | September | September | September | September | September |
| Kw        | Mo        | Di        | Mi        | Do        | Fr        | Sa        | So        |
| --------- | --------- | --------- | --------- | --------- | --------- | --------- | --------- |
| 35        |           |           |           | 1         | 2         | 3         | 4         |
| 36        | 5         | 6         | 7         | 8         | 9         | 10        | 11        |
| 37        | 12        | 13        | 14        | 15        | 16        | 17        | 18        |
| 38        | 19        | 20        | 21        | 22        | 23        | 24        | 25        |
| 39        | 26        | 27        | 28        | 29        | 30        |           |           |

| Oktober | Oktober | Oktober | Oktober | Oktober | Oktober | Oktober | Oktober |
| Kw      | Mo      | Di      | Mi      | Do      | Fr      | Sa      | So      |
| ------- | ------- | ------- | ------- | ------- | ------- | ------- | ------- |
| 39      |         |         |         |         |         | 1       | 2       |
| 40      | 3       | 4       | 5       | 6       | 7       | 8       | 9       |
| 41      | 10      | 11      | 12      | 13      | 14      | 15      | 16      |
| 42      | 17      | 18      | 19      | 20      | 21      | 22      | 23      |
| 43      | 24      | 25      | 26      | 27      | 28      | 29      | 30      |
| 44      | 31      |         |         |         |         |         |         |

| November | November | November | November | November | November | November | November |
| Kw       | Mo       | Di       | Mi       | Do       | Fr       | Sa       | So       |
| -------- | -------- | -------- | -------- | -------- | -------- | -------- | -------- |
| 44       |          | 1        | 2        | 3        | 4        | 5        | 6        |
| 45       | 7        | 8        | 9        | 10       | 11       | 12       | 13       |
| 46       | 14       | 15       | 16       | 17       | 18       | 19       | 20       |
| 47       | 21       | 22       | 23       | 24       | 25       | 26       | 27       |
| 48       | 28       | 29       | 30       |          |          |          |          |

| Dezember | Dezember | Dezember | Dezember | Dezember | Dezember | Dezember | Dezember |
| Kw       | Mo       | Di       | Mi       | Do       | Fr       | Sa       | So       |
| -------- | -------- | -------- | -------- | -------- | -------- | -------- | -------- |
| 48       |          |          |          | 1        | 2        | 3        | 4        |
| 49       | 5        | 6        | 7        | 8        | 9        | 10       | 11       |
| 50       | 12       | 13       | 14       | 15       | 16       | 17       | 18       |
| 51       | 19       | 20       | 21       | 22       | 23       | 24       | 25       |
| 52       | 26       | 27       | 28       | 29       | 30       | 31       |          |

## Ereignisse

### Politik und Weltgeschehen

#### Türkenkrieg
- 21. Juli: Der von Großbritannien und den Niederlanden vermittelte Friede von Passarowitz zwischen Venedig, Österreich und dem Osmanischen Reich wird geschlossen. Er beendet den Venezianisch-Österreichischen Türkenkrieg. Sultan Ahmed III. tritt das Temescher Banat und die Kleine Walachei sowie Nordserbien mit Belgrad und einen Grenzstreifen in Nordbosnien an Österreich ab. Venedig verliert jedoch die Morea endgültig an die Osmanen, behält aber die Festungen Butrinto, Parga, Prevesa, Vonitza auf dem griechischen und albanischen Festland, sowie die ionischen Inseln. Infolge des Friedensvertrages werden auch Handelsverträge abgeschlossen, nach denen türkische Untertanen auf dem Gebiet der Habsburgermonarchie Handelsfreiheit genießen.

#### Krieg der Quadrupelallianz
- 3. Juli: Nachdem sie im Vorjahr bereits Sardinien erobert haben, landen die Spanier auf Sizilien, das zu diesem Zeitpunkt dem Haus Savoyen gehört, erobern Palermo und besetzen im Anschluss die ganze Insel bis auf Messina, das länger Widerstand leistet. Danach strengt Minister Giulio Alberoni Verhandlungen mit dem savoyischen Herzog Viktor Amadeus II. an und schlägt ihm ein anti-habsburgisches Bündnis vor.
- 2. August: Kaiser Karl VI. tritt der im Vorjahr geschlossenen Tripel-Allianz von Großbritannien, Frankreich und den Niederlanden gegen Spanien bei. Darin stimmt er unter anderem einem Tausch von Sizilien gegen Sardinien zu. Der Krieg der Quadrupelallianz ist nur noch eine Frage der Zeit.

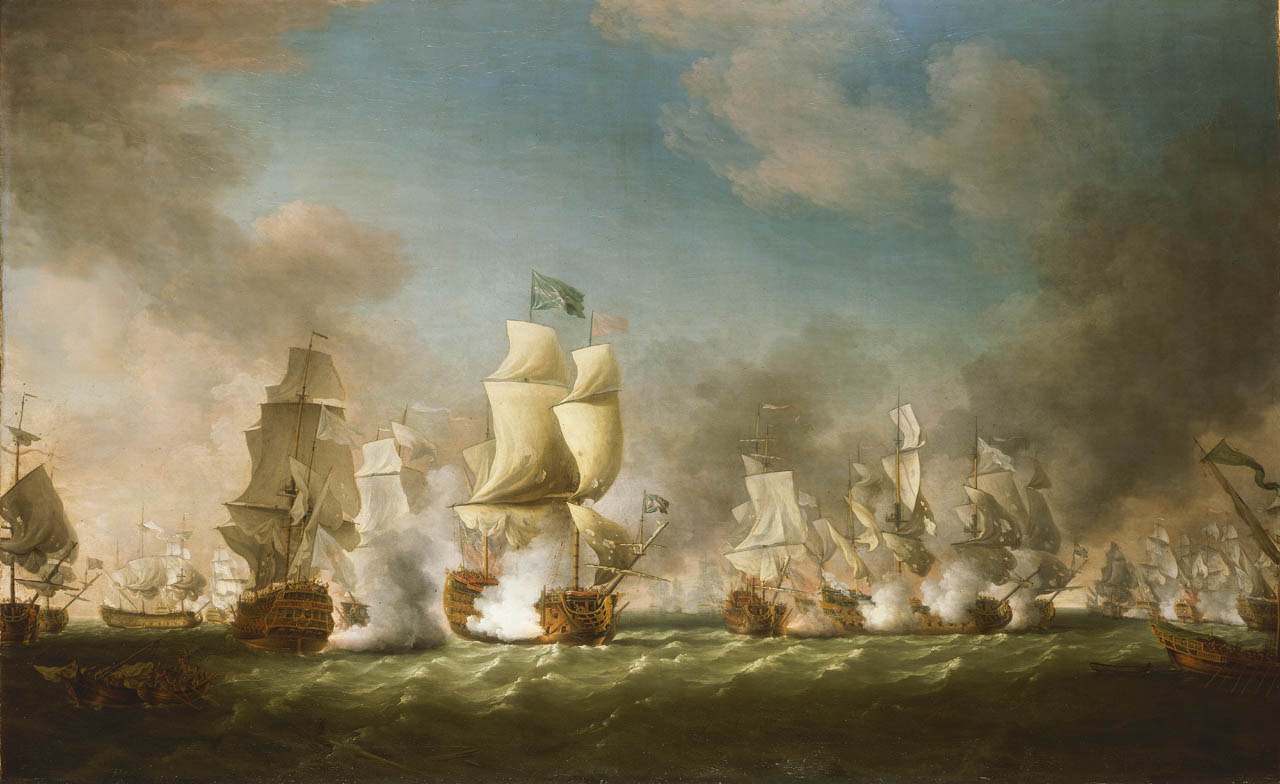
Schlacht vor Kap Passero

- 11. August: In der Seeschlacht vor Kap Passero greift eine britische Flotte unter dem Befehl von Admiral George Byng ohne vorherige Kriegserklärung eine spanische an und reibt sie auf.
- 30. September: Nach monatelanger Belagerung ergibt sich Messina als letzte Stadt Siziliens den Spaniern.
- Herbst: Ein kleines österreichisches Heer setzt von Neapel nach Sizilien über, kann jedoch nur einen Brückenkopf um Milazzo halten.
- 17. Dezember: Nach der spanischen Zurückweisung von Bedingungen der Quadrupelallianz erklärt Großbritannien gegenüber Spanien den Krieg. Der Krieg weitet sich damit auf die spanischen Kolonien in Südamerika aus.
- Zum Jahreswechsel tritt auch Frankreich offiziell in den Krieg ein, nachdem die von Giulio Alberoni und Louise Bénédicte de Bourbon geplante Verschwörung von Cellamare gegen den französischen Regenten Philippe II. de Bourbon, duc d’Orléans, bekannt geworden ist.

#### Großer Nordischer Krieg
- Mai: Auf den Aland-Inseln beginnt die erste russisch-schwedische Friedenskonferenz. Georg Heinrich von Görtz und Carl Gyllenborg auf schwedischer Seite verhandeln mit Heinrich Johann Friedrich Ostermann und Jacob Daniel Bruce. Der schwedische Vorschlag sieht vor, dass Russland alle seine Besitzungen bis auf Finnland behalten, dafür aber Norwegen und Hannover den Schweden zufallen sollen. Ferner soll eine Landung in Schottland eine Rückkehr der Jakobiten auf den dortigen Thron vorbereiten.

Belagerung von Frederikshald

- Oktober: Schweden greift das mit Dänemark in Personalunion verbundene Norwegen im Großen Nordischen Krieg erneut an. Das Hauptkorps der Schweden unter König Karl XII. marschiert auf Fredrikshald zu. Ein Teil der schwedischen Armee unter dem Kommando von Generalleutnant Carl Gustaf Armfelt marschiert nach Trondheim. Der Feldzug soll den Kriegsgegnern die scheinbar ungebrochene Stärke Schwedens vor Augen führen, trifft aber im eigenen Land auf allgemeine Missbilligung, da das Land faktisch am Ende seiner Kräfte ist.
- 20. November: Die Belagerung von Frederikshald durch Karl XII. beginnt.
- 11. Dezember: Der schwedische König Karl XII. wird bei der Belagerung der Festung Fredriksten im norwegischen Fredrikshald durch einen Schuss getötet, ob von einer Kugel aus feindlichen oder den eigenen Reihen ist ungeklärt. Seine Schwester Ulrika Eleonore übernimmt die Regierung, ihr Ehemann General Friedrich von Hessen-Kassel hebt die Belagerung am 14. Dezember auf und führt das Heer nach Schweden zurück. Der Rückmarsch ist überhastet und unkoordiniert, zahlreiche Schweden sterben an Hunger und Kälte.

#### Russland

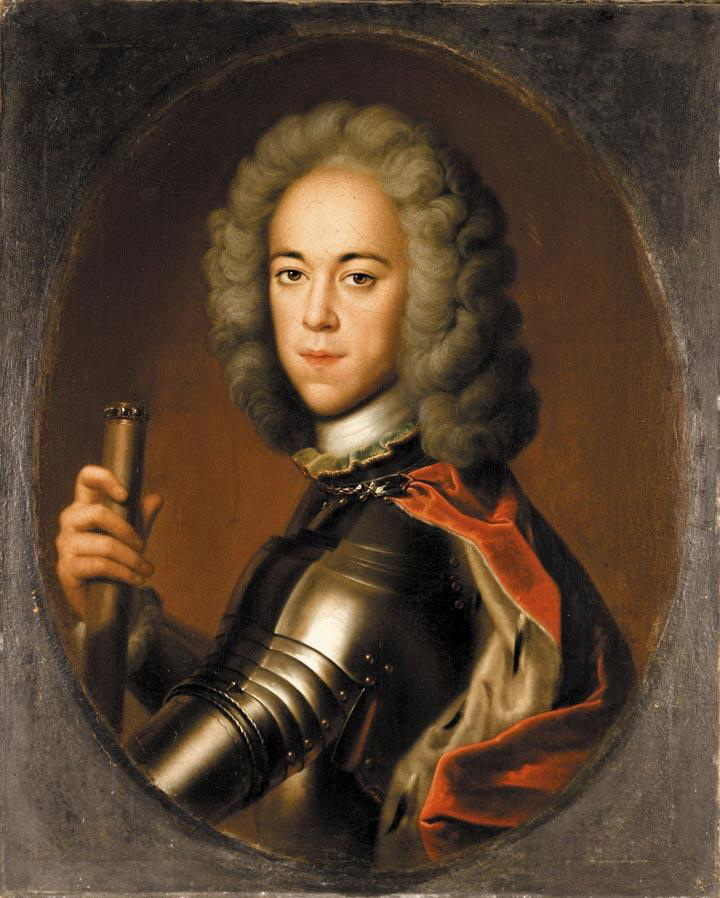
Alexei von Russland

- 7. Juli: Zarewitsch Alexei von Russland stirbt in Haft. Er ist bei seiner Rückkehr aus dem Exil nach Moskau am 14. Februar festgenommen, zum Thronverzicht gezwungen und wegen Verschwörung gegen seinen Vater Peter den Großen zum Tode verurteilt worden. Auf die Hinrichtung wurde zwar verzichtet, doch stirbt Alexei kurze Zeit später vermutlich an den Folgen der erlittenen Folter.

#### Heiliges Römisches Reich
- 15. November: Herzog Moritz Wilhelm von Sachsen-Zeitz stirbt ohne Erben. Dadurch fällt die albertinische Sekundogenitur wieder an Kursachsen zurück.

#### Asien
- Sultan ibn Saif II., Imam der Yaruba-Dynastie in Oman, stirbt. Die Nachfolge ist umstritten, da sein Sohn Saif ibn Sultan II. noch minderjährig ist. Trotzdem setzt das Volk dessen Einsetzung gegen die Bedenken der Geistlichkeit durch.

#### Piraterie in der Karibik und vor Nordamerika

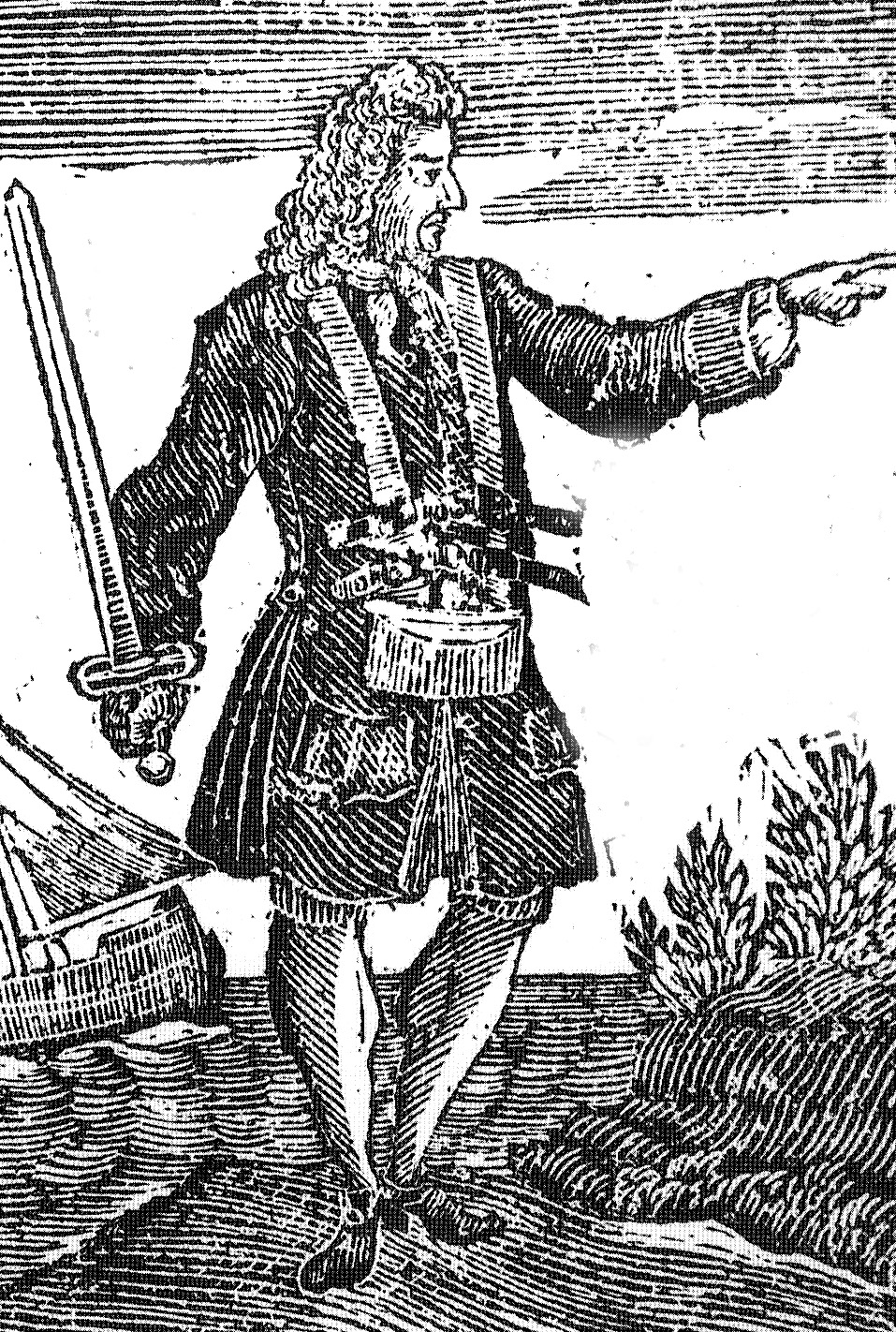
Charles Vane

- 11. April: Der ehemalige Freibeuter Woodes Rogers, neu ernannter Gouverneur der Bahamas, bricht von Bristol aus nach New Providence auf, das zu diesem Zeitpunkt als Piratenhauptstadt bekannt ist. Im Gepäck hat er einen Königlichen Pardon für alle Piraten, die sich vor dem 5. September ergeben. Er erreicht New Providence am 26. Juli. Die meisten Piraten, unter ihnen Benjamin Hornigold, nehmen das Angebot an, nur Charles Vane widersetzt sich, entzündet ein frisch gekapertes Schiff im Hafen und lässt es als Brander auf die vor Anker liegenden Schiffe des Gouverneurs zulaufen. Danach flüchtet er mit seiner Mannschaft, zu der unter anderem Jack Rackham und Anne Bonny gehören.
- Nachdem er im März und April mehrere Schiffe in der Karibik gekapert hat, erscheint Edward Thatch, genannt Blackbeard, mit seiner Piratenflotte vor Charleston in der Province of South Carolina und belagert die Stadt. Mindestens neun Schiffe, die die Blockade durchbrechen wollen, werden aufgebracht. Nach der Übergabe von Medikamenten und medizinischen Utensilien brechen die Piraten die Belagerung ab und segeln weiter nach Beaufort in North Carolina. Dort läuft jedoch Blackbeards Flaggschiff, die Queen Anne’s Revenge auf Grund und geht verloren. Inzwischen entsendet Alexander Spotswood, der Gouverneur von Virginia, in Überschreitung seiner örtlichen Kompetenz zwei als Handelsschiffe getarnte Kriegsschiffe der Royal Navy unter dem Befehl von Leutnant Robert Maynard, um Blackbeard festzunehmen oder zu töten.

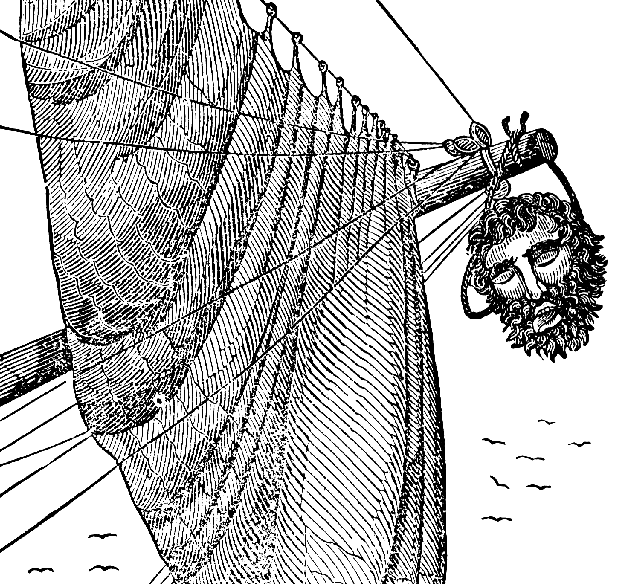
Blackbeards Kopf an Maynards Schiff

- 21. November: Nachdem Blackbeard mit seiner Mannschaft die beiden vermeintlichen Handelsschiffe geentert hat, wird er von Robert Maynard im Kampf getötet. Blackbeard wird enthauptet und sein Kopf an den Bugspriet von Maynards Schaluppe gehängt, bis die Piratenjäger wieder in Virginia eintreffen.

#### Nordamerikanische Kolonien
- Juni: Mit einem Vertrag zwischen den Siedlern und den verbliebenen Tuscarora endet der Tuscarora-Krieg endgültig. Damit wird auch das Fort Christanna geschlossen.
- Jean-Baptiste Le Moyne de Bienville gründet in der französischen Kolonie Louisiana die Stadt La Nouvelle-Orléans.

### Wirtschaft
- 15. Mai: Der Londoner Anwalt James Puckle erhält ein Patent auf das von ihm erfundene Maschinengewehr. Es gibt wenig Interesse dafür.
- Dem österreichischen Hofkriegsratsagent Claudius Innocentius du Paquier gelingt es, das wohlgehütete Produktionsgeheimnis der Königlich-Polnischen und Kurfürstlich-Sächsischen Porzellanmanufaktur in Erfahrung zu bringen. Mit Hilfe des kaiserlichen Gesandten am polnisch-sächsischen Hof, Damian Hugo von Virmont, kann er einige der Handwerker aus Meißen nach Wien abwerben und eine eigene Porzellanmanufaktur errichten. Die Wiener Porzellanmanufaktur, für die er am 27. Mai ein kaiserliches Privilegium zur Porzellanherstellung in den habsburgischen Ländern erhält, ist die zweite in Europa.
- Die 1674 aufgelöste Französische Westindienkompanie wird wiedergegründet, übernimmt das Tabakmonopol und fusioniert mit der Senegalkompanie.

### Wissenschaft und Technik
- November: Der deutsche Naturwissenschaftler Daniel Gottlieb Messerschmidt erhält über Laurentius Blumentrost den kaiserlichen Auftrag Peters des Großen für eine mehrjährige Forschungs- und Sammelreise durch Sibirien.

### Kultur

#### Architektur
- 9. September: In Vorbereitung der geplanten Hochzeitsfeierlichkeiten von Kurprinz Friedrich August mit Maria Josepha von Österreich wird in Dresden der Grundstein für das Opernhaus am Zwinger gelegt.
- Die Wallgrabenbrücke verbindet die westlichen Dresdner Vorstädte außerhalb der Dresdner Befestigungsanlagen mit dem Zwinger.

#### Musik und Theater
- Februar: Das Melodrama Telemaco von Alessandro Scarlatti auf das Libretto von Carlo Sigismondo Capece hat seine Uraufführung am römischen Teatro Capranica.
- Frühsommer: Georg Friedrich Händel komponiert die Masque Acis and Galatea und die Erstfassung des Oratoriums Esther.
- 1. Oktober: Uraufführung der Oper Temistocle von Nicola Porpora in Wien
- 4. November: Uraufführung der Oper Ifigenia in Aulide von Alessandro Scarlatti in Wien
- 26. November: Uraufführung der Oper Il trionfo dell’onore von Alessandro Scarlatti am Teatro dei Fiorentini in Neapel

### Gesellschaft
- In Schweden wird die erste Rechtsverkehrsordnung erlassen.

### Katastrophen
- Februar: Große Teile von Bukarest werden durch einen Brand zerstört. Im gleichen Jahr kommt es wegen einer Dürre zu einer Hungersnot.
- Das Picardsche Schweißfieber tritt in Nordfrankreich erstmals auf.

## Geboren

### Erstes Halbjahr

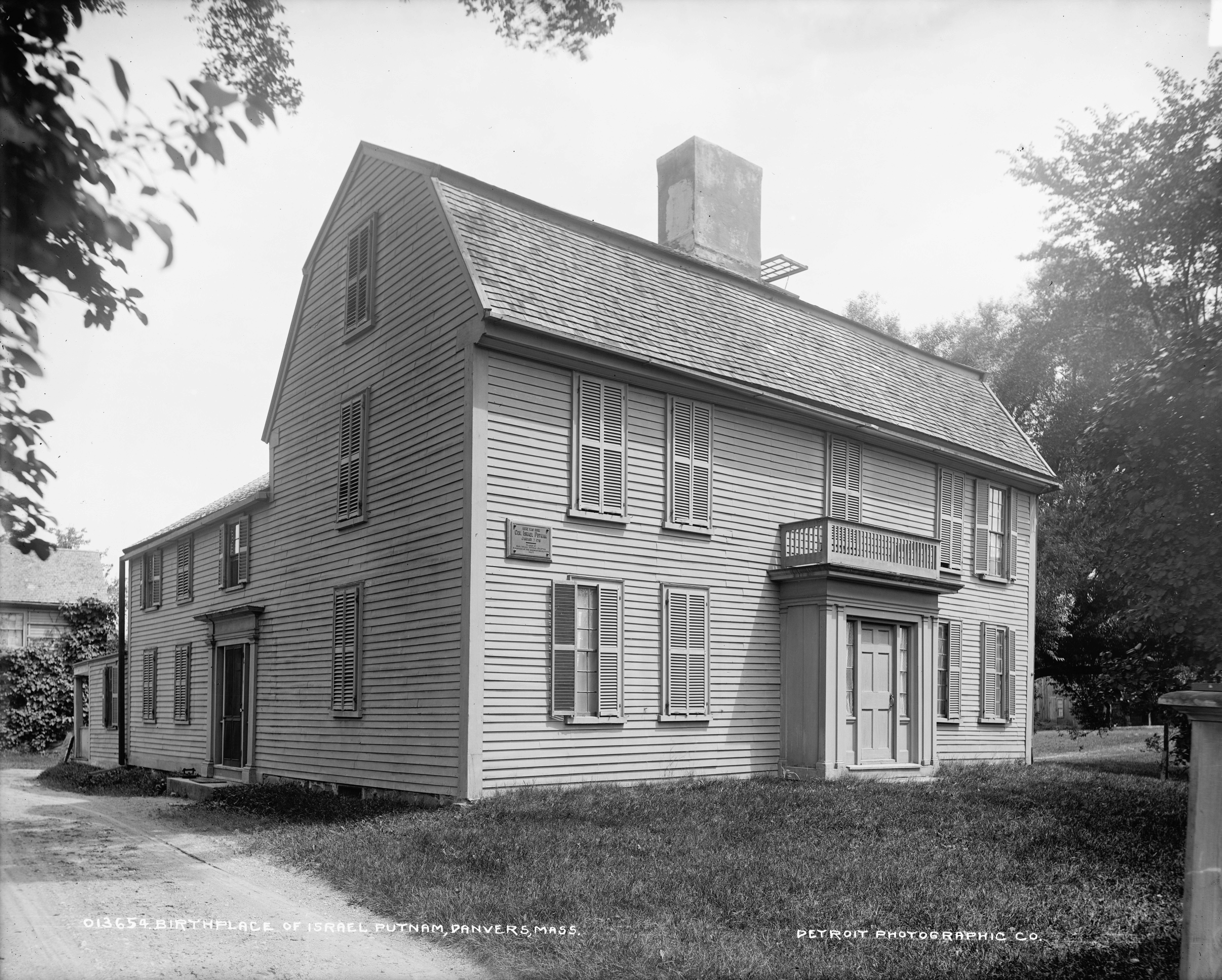
Israel Putnams Geburtshaus in Danvers, Massachusetts

- 07. Januar: Israel Putnam, britischer Offizier und US-amerikanischer General († 1790)
- 20. Januar: Ambrosio de Benavides, spanischer Kolonialverwalter, Gouverneur von Puerto Rico, Charcas und Chile († 1787)
- 20. Januar: Élie Catherine Fréron, französischer Literat und Publizist († 1776)
- 29. Januar: Paul Rabaut, französischer evangelischer Prediger und Pfarrer († 1794)
- 02. Februar: Christoph Bauer, deutscher lutherischer Theologe († 1778)
- 17. Februar: Matthew Tilghman, Delegierter von Maryland im Kontinentalkongress († 1790)
- 18. Februar: Søren Abildgaard, dänischer Biologe, Autor und Illustrator († 1791)
- 18. Februar: Robert Henry, schottischer Historiker († 1790)
- 24. Februar: George Rodney, 1. Baron Rodney, britischer Flottenadmiral († 1792)
- 000Februar: Hilaire-Marin Rouelle, französischer Chemiker und Apotheker († 1779)
- 000Februar: Mary Wortley-Montagu, 1. Baroness Mount Stuart, britische Adelige († 1794)
- 06. März: Wilhelm Heinrich, Fürst von Nassau-Saarbrücken († 1768)
- 12. März: Johann Berenberg, deutsche Bankier, Kunstsammler und  Mäzen († 1772)
- 21. März: Johann Friedrich Hiller, deutscher Pädagoge, Rhetoriker und Philosoph († 1790)
- 21. März: Friedrich August Krubsacius, deutscher Architekt und Architekturtheoretiker († 1789)
- 27. März: Andreas Weber, deutscher Philosoph und lutherischer Theologe († 1781)

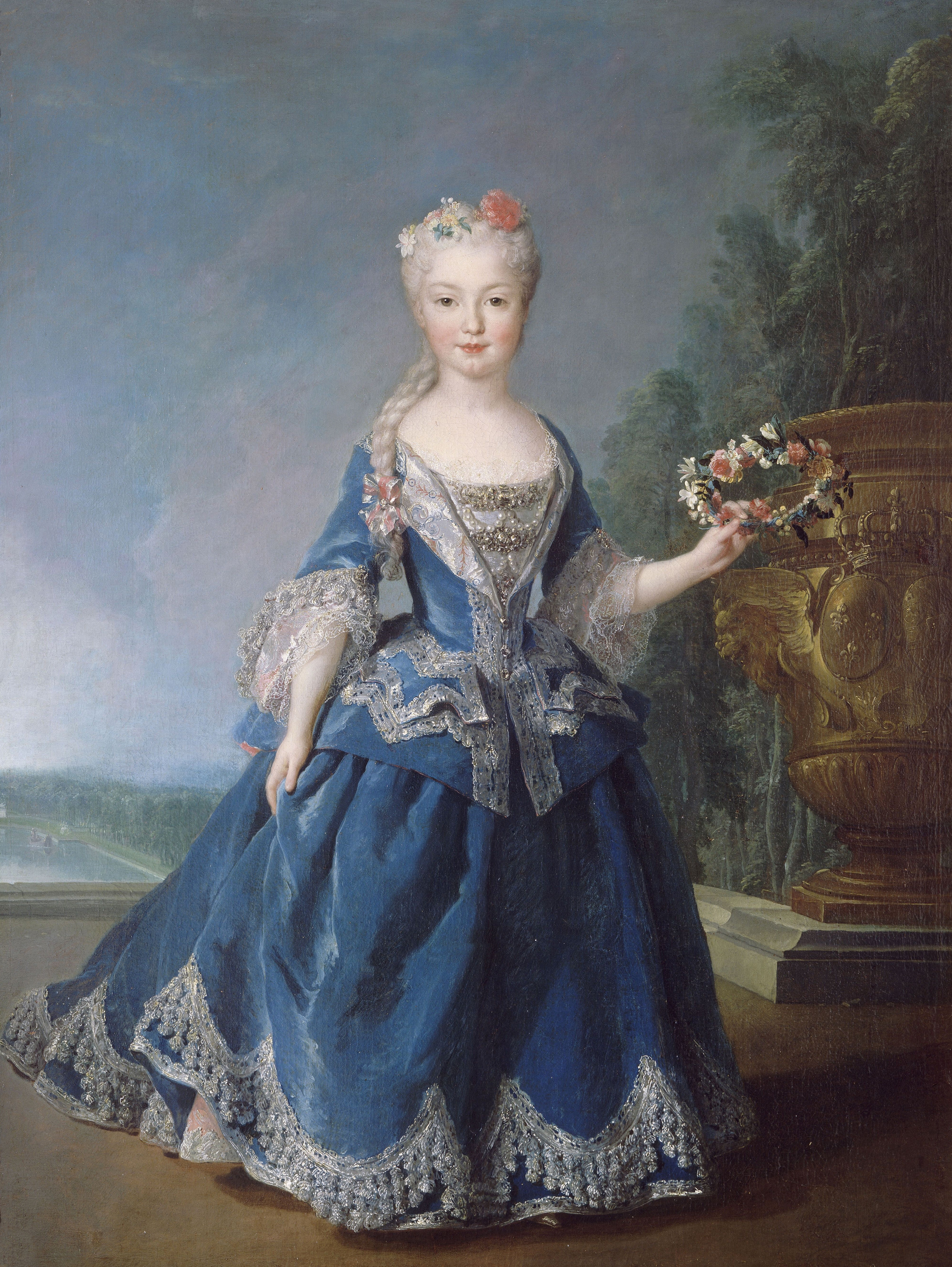
Infantin Maria Anna de Bourbon als Kind 1725

- 31. März: Maria Anna Viktoria von Spanien, Königin und Regentin von Portugal († 1781)
- 000April: Wilhelmine Dorothee von der Marwitz, Wiener Salonnière und Geliebte des Markgrafen Friedrich von Brandenburg-Bayreuth († 1787)
- 10. Mai: Angelius Johann Daniel Aepinus, deutscher Philosoph und Hochschullehrer († 1784)
- 13. Mai: Christian Friedrich Exner, deutscher Baumeister († 1798)
- 16. Mai: Maria Gaetana Agnesi, italienische Mathematikerin und Philanthropin († 1799)
- 17. Mai: Matthew Maty, niederländischer Mediziner, Biograf und Bibliothekar († 1776)
- 21. Mai: Ami Butini, Genfer Plantagenbesitzer, Sklavenhalter und ethnografischer Sammler († 1780)
- 25. Mai: Johann Christian Blasche, deutscher lutherischer Theologe († 1792)
- 16. Juni (getauft): Thomas Chippendale, englischer Möbeldesigner († 1779)
- 23. Juni: Emmanuel von Croÿ, Reichsfürst und französischer Heerführer († 1784)

### Zweites Halbjahr
- 15. Juli: Alexander Roslin, schwedischer Maler († 1793)
- 31. Juli: John Canton, englischer Physiker († 1772)
- 06. August: Joseph Jacob Murray de Melgum, schottischer Adliger, habsburgischer Feldzeugmeister und österreichischer Freiherr bzw. Graf († 1802)
- 11. August: Jobst Anton von Hinüber, deutscher Jurist, Postmeister und Klosteramtspächter († 1784)
- 16. August: Jakob Emanuel Handmann, Schweizer Porträtmaler († 1781)
- 25. August: Christianus Carolus Henricus van der Aa, niederländischer lutherischer Theologe († 1793)
- 08. September: François-Thomas-Marie de Baculard d’Arnaud, französischer Dichter und Dramatiker († 1805)

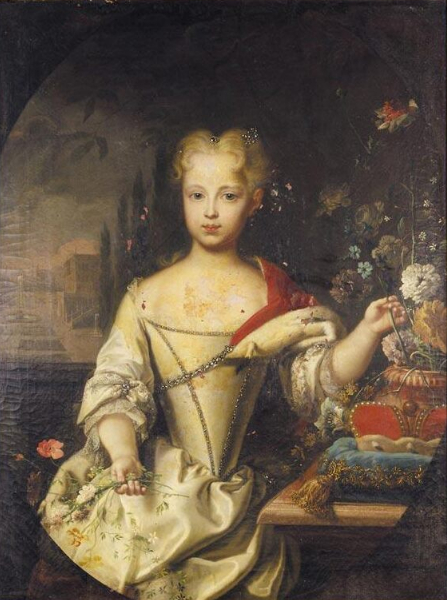
Erzherzogin Maria Anna als Kind um 1725

- 14. September: Maria Anna von Österreich, Herzogin von Lothringen († 1744)
- 23. September: Joseph von Spaur, Fürstbischof von Seckau und Fürstbischof von Brixen († 1791)
- 24. September: Christian Georg Schütz der Ältere, deutscher Maler und Kupferstecher († 1791)
- 25. September: Martin Johann Schmidt, österreichischer Barockmaler († 1801)
- 26. September: Johann Friedrich Stahl, deutscher Forstwissenschaftler († 1790)
- 29. September: Nikita Iwanowitsch Panin, russischer Außenminister († 1783)
- 02. Oktober: Louisa Catharina Harkort, deutsche Unternehmerin († 1795)
- 02. Oktober: Elizabeth Montagu, englische Salondame, Schriftstellerin und Mäzenin, Mitbegründerin der Blaustrumpf-Bewegung († 1800)
- 14. Oktober: Vito D’Anna, sizilianischer Maler († 1769)
- 18. Oktober: Johannes von Watteville († 1788), deutscher evangelischer Theologe, Missionar und Bischof der Herrnhuter Brüdergemeine und Kirchenlieddichter
- 19. Oktober: Victor-François de Broglie, französischer Heerführer und Staatsmann, Marschall von Frankreich († 1804)
- 25. Oktober: Reinhold Rücker Angerstein, schwedischer Metallurg, Beamter und Unternehmer († 1760)
- 03. November: John Montagu, 4. Earl of Sandwich, britischer Diplomat und Staatsmann († 1792)
- 10. November: Anton Laube, böhmischer Komponist und Kirchenmusiker († 1784)
- 21. November: Friedrich Wilhelm Marpurg, deutscher Musiktheoretiker und -kritiker († 1795)
- 28. November: Hedvig Charlotta Nordenflycht, schwedische Dichterin († 1763)
- 04. Dezember: Carl August von Veltheim, deutscher Generalleutnant und Generalinspekteur der hannoverschen Kavallerie († 1781)
- 09. Dezember: Wilhelm Christian Justus Chrysander, deutscher lutherischer Theologe, Mathematiker und Orientalist († 1788)

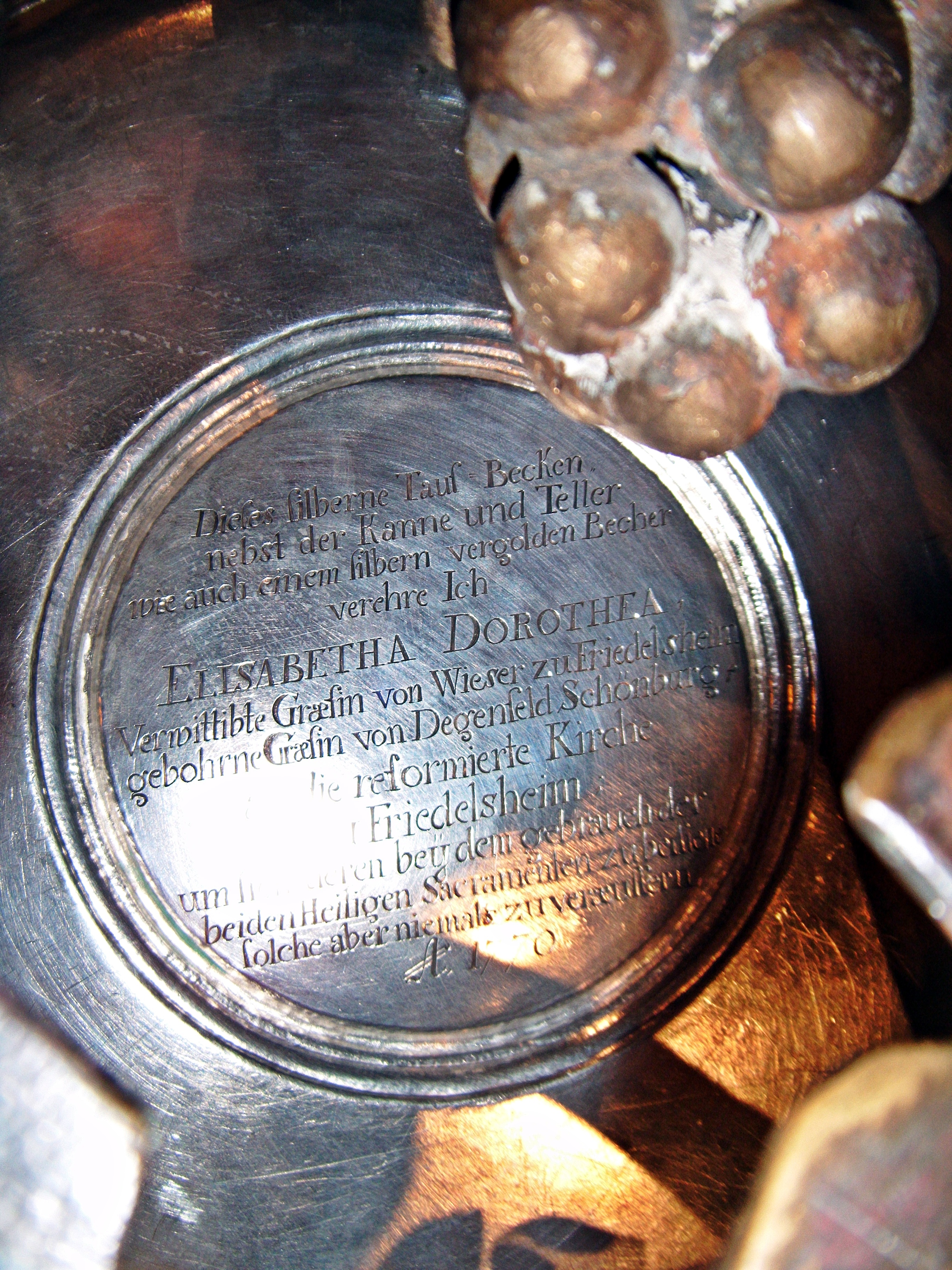
Taufschale der Gräfin von Wiser, Widmungsinschrift

- 12. Dezember: Elisabeth Dorothea von Wiser, pfälzische Gräfin, Grundherrin und Wohltäterin des Dorfes Friedelsheim († 1771)
- 16. Dezember: Johann Tobias Krebs, deutscher Philologe und Pädagoge († 1782)
- 18. Dezember: Anna Leopoldowna, Großfürstin und Regentin Russlands († 1746)
- 18. Dezember: Ernst Friedrich Wernsdorf, deutscher lutherischer Theologe und Kirchenhistoriker († 1782)
- 31. Dezember: Nicolas-Sylvestre Bergier, französischer Theologe und berühmter Apologet († 1790)

### Genaues Geburtsdatum unbekannt
- Johann Friedrich Glocker, württembergischer Maler († 1780)
- Karai Senryū, japanischer Dichter († 1790)
- David Klaus, deutscher Philosoph († 1793)
- Nano Nagle, irische Ordensfrau und Ordensgründerin († 1784)
- Tsuga Teishō, japanischer Schriftsteller († 1794)
- Veli Pascha von Delvina, osmanischer Pascha († 1763)
- José Joaquín de Viana, spanischer Politiker und Militär baskischer Herkunft († 1773)
- Lawrence Washington, Soldat und Landbesitzer in Virginia, Halbbruder von George Washington († 1752)

### Geboren um 1718
- Levin von Barby, preußischer Landrat († 1774)
- Sünbülzade Vehbi, osmanischer Dichter († 1809)

## Gestorben

### Januar bis April
- 06. Januar: Giovanni Vincenzo Gravina, italienischer Schriftsteller und Jurist und Mitbegründer der Accademia dell’Arcadia (* 1664)
- 14. Januar: Andreas Dietrich Apel, deutscher Handelsherr und Seidenfabrikant (* 1662)
- 16. Januar: Johann Hugo von Lente, deutscher Jurist und Diplomat in dänischen Diensten (* 1640)
- 000Januar: Nikolaes Heinsius der Jüngere, niederländischer Arzt und Schriftsteller (* 1656)
- 01. Februar: Charles Talbot, 1. Duke of Shrewsbury, britischer Politiker (* 1660)
- 05. Februar: Elisabeth Johanna von Pfalz-Veldenz, Wild- und Rheingräfin zu Salm-Kyrburg (* 1653)
- 05. Februar: Adrianus Reland, niederländischer Orientalist (* 1676)
- 14. Februar: Viktor I. Amadeus, Fürst von Anhalt-Bernburg (* 1634)
- 14. Februar: Wilhelm Heinrich, Fürst von Nassau-Usingen (* 1684)
- 27. Februar: Václav Karel Holan Rovenský, tschechischer Komponist (* 1644)
- 01. März: Jacobus le Mort, niederländischer Chemiker und Mediziner (* 1650)
- 03. März: Jean d’Estrées, französischer Politiker und Erzbischof von Cambrai (* 1666)
- 11. März: Guy-Crescent Fagon, französischer Arzt und Botaniker (* 1638)
- 13. März: Friedrich Nicolaus Bruhns, norddeutscher Komponist (* 1637)
- 15. März: Ferdinand von Fürstenberg, Obriststallmeister des Hochstifts Paderborn sowie Erbdrost verschiedener Ämter im Herzogtum Westfalen (* 1661)
- 20. März: Edward Lloyd, britischer Kolonialgouverneur von Maryland (* 1670)
- 01. April: Johann Jacob Stolterfoht, deutscher Mediziner und Stadtphysicus von Lübeck (* 1665)
- 03. April: Franziska Barbara von Weltz, Gräfin von Hohenlohe, Herrin von Wilhermsdorf (* 1666)
- 10. April: Georg Friedrich Meinhart, deutscher evangelischer Theologe (* 1651)
- 15. April: Antonio Grano, sizilianischer Maler (* um 1660)
- 18. April: Michael Wening, bayerischer Kupferstecher (* 1645)
- 21. April: Philippe de La Hire, französischer Mathematiker (* 1640)
- 26. April: Maria Eleonore von Dernbach, Gräfin der Herrschaft Wiesentheid (* 1680)
- 26. April: Henry Tew, Vizegouverneur der Colony of Rhode Island and Providence Plantations (* 1654)

### Mai bis August
- 01. Mai: Robert Daniell, britischer Gouverneur der Province of South Carolina (* 1646)
- 03. Mai: Zwi Hirsch Aschkenasi, böhmischer Rabbiner und Talmudgelehrter (* 1656)
- 03. Mai: Gottfried Suevus der Jüngere, deutscher Rechtswissenschaftler (* 1652)
- 06. Mai: Johann Paul Hebenstreit, deutscher Moralphilosoph und lutherischer Theologe (* 1660)
- 07. Mai: Maria Beatrice d’Este, Königin von England, Schottland und Irland (* 1658)
- 15. Mai: Stephan Anton Mdzewski, polnischer Geistlicher, Titularbischof von Calama sowie Weihbischof in Luzk und Gnesen (* um 1653)
- 18. Mai: Arvid Karlsteen, schwedischer Medailleur, Münzer und Miniaturmaler (* 1647)
- 19. Mai: Juan Andrés de Ustariz de Vertizberea, spanischer Kaufmann und Gouverneur von Chile (* 1656)
- 22. Mai: Gaspard Abeille, französischer Geistlicher, Schriftsteller und Dramatiker (* 1648)
- 23. Mai: Jacobus Sackmann, evangelischer Theologe (* 1643)
- 30. Mai: Arnold van Keppel, 1. Earl of Albemarle, niederländischer Höfling und Offizier  (* 1669)
- 30. Mai: Bernard Nieuwentijt, niederländischer Philosoph und Mathematiker (* 1654)
- 04. Juni: Georg Lybecker, schwedischer Feldherr
- 18. Juni: Wybrand Gerlacus Scheltinga, niederländischer Admiral in russischen Diensten (* 1677)
- 24. Juni: Ludwig Friedrich I., Fürst von Schwarzburg-Rudolstadt, Graf von Hohnstein, Herr von Rudolstadt, Blankenburg und Sondershausen (* 1667)
- 24. Juni: Mathias Prininger, österreichischer Glockengießer (* 1652)
- 000Juni: Sudfeld Vick, deutscher Baumeister
- 07. Juli: Alexei von Russland, Zarewitsch (Kronprinz) von Russland (* 1690)
- 11. Juli: Caspar Löscher, deutscher lutherischer Theologe (* 1636)
- 18. Juli: Friedrich Adolf, Graf von Lippe-Detmold (* 1667)
- 21. Juli: Sabbatai Ben Josef, jüdischer Schriftsteller, Gelehrter, Bibliograph und Verleger (* 1641)
- 27. Juli: Johann Schorn, Salzburger Lauten- und Geigenbauer (* 1658)
- 28. Juli: Étienne Baluze, französischer Historiker (* 1630)
- 30. Juli: William Penn, Quäker und Begründer Pennsylvaniens (* 1644)

### September bis Dezember
- 09. September: Diego Ladrón de Guevara, Bischof von Quito und Vizekönig von Peru (* 1641)
- 21. September: Graf Johann Philipp von Isenburg-Offenbach, Regent der Grafschaft Isenburg (* 1655)
- 19. Oktober: Henri d’Harcourt, Marquis de Beuvron et de Thary-Harcourt, Marschall und Pair von Frankreich, bevollmächtigter Gesandter in Spanien (* 1654)
- 23. Oktober: Johann Caspar Posner, deutscher Physiker und Rhetoriker (* 1670)
- 31. Oktober: Johanna Ursula von Geusau, deutsche Kirchenlieddichterin (* 1659)
- 03. November: Karl Wilhelm, Fürst von Anhalt-Zerbst (* 1652)
- 15. November: Moritz Wilhelm, Herzog von Sachsen-Zeitz (* 1664)
- 17. November: Philipp Ludwig Probst, fürstlich braunschweig-lüneburgischer Premierminister, Kanzler und Landsyndikus sowie Erbherr auf Wendhausen, Schöningen und Riddagshausen (* 1633)
- 22. November: Edward Thatch, fälschlich Edward Teach, alias „Blackbeard“, englischer Pirat im karibischen Meer (* um 1680)
- 30. November: Robert Erskine, schottischer Arzt, Präsident der ersten medizinischen Akademie im Russischen Reich (* 1677)
- 05. Dezember: Johann Friedrich Willading, Schweizer Staatsmann (* 1641)
- 06. Dezember: Georg Christoph Petri von Hartenfels, deutscher Arzt, Naturwissenschaftler und Hochschullehrer (* 1633)
- 06. Dezember: Nicholas Rowe, englischer Dichter und Dramatiker (* 1673)
- 07. Dezember: Rudolf Emanuel Passavant, Frankfurter Kaufmann (* 1641)
- 09. Dezember: Vincenzo Maria Coronelli, italienischer Kartograf, Kosmograf und Globenbauer (* 1650)
- 10. Dezember: Stede Bonnet, englisch-barbadischer Landbesitzer und Pirat (* 1688)

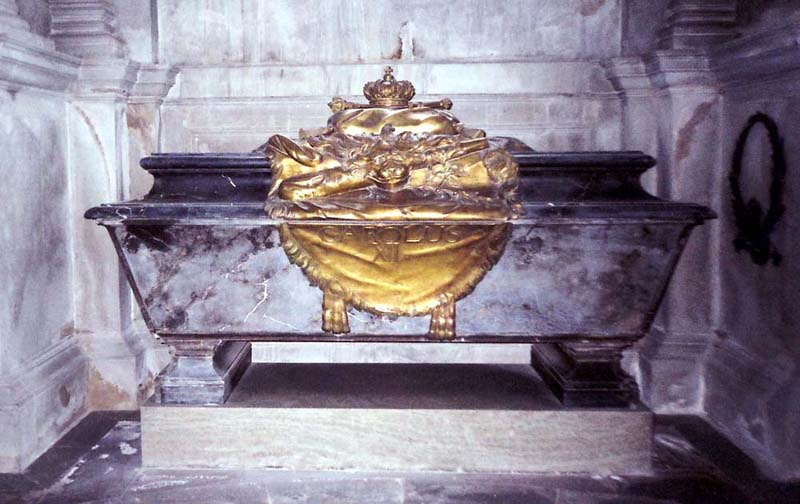
Sarkophag Karls XII. in Riddarholmskyrkan, Stockholm

- 11. Dezember: Karl XII., König von Schweden und Herzog von Pfalz-Zweibrücken (* 1682)
- 13. Dezember: Johann Arnoldi, stolbergischer Hofrat (* 1648)
- 21. Dezember: Cai Burchard Graf von Ahlefeldt, Gutsherr der Adligen Güter Bystorp, Gut Eschelsmark, Ornum und Stubbe (* 1671)
- 25. Dezember: Franz Arnold von Wolff-Metternich zur Gracht, Fürstbischof von Paderborn und Münster (* 1658)
- 25. Dezember: Franz Joseph Feuchtmayer, deutscher Bildhauer und Stuckateur (* 1660)
- 26. Dezember: Rudolph Wilhelm Krause der Jüngere, deutscher Mediziner (* 1642)
- 28. Dezember: Johann Brokoff, böhmischer Bildhauer (* 1652)
- 28. Dezember: Benoîte Rencurel, französische Hirtin und Mystikerin (* 1647)

### Genaues Todesdatum unbekannt
- Giulio Broggio, italienischer oder Schweizer Architekt und Baumeister (* 1628)
- Giovanni Antonio Matera, sizilianischer Bildhauer (* 1653)
- Sultan ibn Saif II., Imam von Oman
- Giulio Taglietti, italienischer Violinist und Komponist (* um 1660)
- Nikolaus Wurmstich, deutscher Maurermeister und Architekt